# Lan (Opfer)
lan (elamisch ANla-an) ist das häufigste aufgeführte Opfer in der frühen Herrschaftszeit der Achämeniden. Das Opfer ist über die Verwaltungsarchive von Persepolis überliefert und richtet sich an verschiedene Gottheiten, Flüsse und Berge. Zu den Opfergaben gehören Getreide, Getränke, Tiere und Früchte. Die Standorte der Durchführung des Opfers sind in einem weiten Umkreis von Persepolis angesiedelt.

## Einleitung
Aus der frühen Zeit der Achämeniden ist das Opfer lan aus dem Kernland des Reiches überliefert. Es ist das häufigste aufgeführte Opfer, das Zuwendungen von der Administration des königlichen Hofs von Persepolis erhält. Es kommt in 81 Texten des Festungsarchivs von Persepolis vor. Das ist ein Drittel aller Texte, die Lebensmittel für religiöse Zwecke registrieren. Kein anderes Opfer wird so viele Male regelmäßig berücksichtigt.
Ein typisches Beispiel ist der Text der Tontafel PF 1956, die eine Ration im 21. Regierungsjahr von Dareios I. (501 v. Chr.) listet. Die Ration wurde an einen Kultexperten (elamisch šatin) ausgegeben.

„Umbaba der šatin erhielt 150 (qts Weizen):
 30 für lan,
 30 für Turma,
 30 für Mariraš,
 30 für AŠKIMEŠ (die Erde),
 30 für (die) Mišebaka (alle Götter)“

## Etymologie
Der Begriff lan ist bereits aus dem mittel- und neuelamischen Zeitraum überliefert. Er wird als Teil eines größeren semantischen Feldes von Ableitungen der Wurzel la- eingestuft. Lan erscheint unter anderem als Teil zweier Monatsnamen (lanlube, langilli), als Funktionsträger (lam-liri) und als Opfergabe (lam-lema). Seit dem Ende des 3. Jahrtausend v. Chr. tritt der Ausdruck in Personennamen auf. Während der Herrschaft der Achämeniden taucht Lan in den achämenidischen Königsinschriften und in den Verwaltungsarchiven von Persepolis auf.
Lan (la-an) ist ein einziges Mal in der ältesten Inschrift von Behistun, der Inschrift DBa, aufgeführt. Diese ist zugleich die älteste überlieferte achämenidische elamische Inschrift überhaupt. Darin wird lan ohne begleitenden Determinativ AN, der in der elamischen Sprache als Begleiter von heiligen Dingen und Namen steht, geschrieben. Lan fehlt in den altpersischen und babylonischen Parallelversionen der Inschrift DB. Ohne die Unterstützung durch die anderen Sprachversionen gab der Begriff Rätsel auf und es schälten sich zwei Übersetzungen heraus.
Ausgehend von der Inschrift DBa wurde lan mit „jetzt“ und „gegenwärtig“ übersetzt, so dass die Übersetzung des ganzen elamischen Satzes von DBa lautet: „Ich bin gegenwärtig König von Persien.“ Im Festungsarchiv von Persepolis ist lan meistens in der Kombination mit dem Determinativ AN (ANla-an) anzutreffen. Die semantische Bedeutung wurde ausgehend von der Inschrift DBa mit „göttliche Gegenwart“ im Sinne von „religiöser Kult, Kultopfer“ übersetzt und fand 1987 als d.la-an Einzug in das Elamische Wörterbuch von Walther Hinz und Heidemarie Koch.
Der zweite Ansatz ging von den Verwaltungsarchiven von Persepolis aus und übersetzte den Begriff im Festungsarchiv von Persepolis mit „senden“. Die elamische Sprachversion der Inschrift DBa könnte als Folge davon mit „Ich bin als König zu den Persern gesandt worden“ übersetzt werden. Der Inhalt wäre mit vielen achämenidischen Texten übereinstimmend, die die göttliche Unterstützung des persischen Königs betonen. In den Verwaltungsarchiven von Persepolis dagegen hätte lan zusammen mit dem Determinativ AN und dem Kontext der Archivtexte die Bedeutung einer „Opfergabe“ oder eines „Opfers“.

## Gottheiten
In 11 Fällen erscheint lan mit dem Namen eines Gottes und Namen von Flüssen oder Bergen. Unter die Namen von Gottheiten fallen Išpandaramattiš, ANGalMEŠ, ASKiMEŠ, Humban, Narišanka sowie die Mišebaka (alle Götter). Fünf Götter haben einen elamischen und acht einen iranischen Hintergrund. In den meisten Fällen erscheint aber lan ohne die Spezifikation eines Gottes. Es wird angenommen, dass die Namen der Götter für die Schreiber der Administration nicht als wichtig angesehen wurden, da im Mittelpunkt die Verzeichnung der Ausgaben und deren Ablauf standen. Damit gleichen sie den administrativen Texten von babylonischen Archiven, wie sie zum Beispiel aus Sippar und Uruk überliefert sind.

## Opfergaben
Als Opfergaben für lan werden Getreide (Mehl und Weizen), Tiere (Schafe und Ziegen), Flüssigkeiten (Wein und Bier) sowie Früchte (Datteln, Äpfel und Feigen) von der Administration ausgegeben. Normalerweise werden sie für einen Zeitraum von einem Jahr oder manchmal für einen Monat ausgehändigt. Die Rationen für lan machen 22 % vom ganzen Getreide, 34 % aller Schafe und Ziegen, 44 % von Bier und Wein und 89 % aller Früchte aus, die insgesamt für religiöse Zwecke ausgegeben wurden. Die ehemalige Residenz von Kyros II., Pasargadae, erhielt mit Abstand eine der größten einmaligen Rationen für lan und das große šip-Fest im 20. Regierungsjahr von Dareios I. (502–501 v. Chr.). Im Journal NN 2259 werden für diese Anlässe umgerechnet 35 000 qts Getreide konsumiert.

## Priesterliche Amtsträger
Die Empfänger der Rationen für die Durchführung von lan hatten nicht nur eine verwaltungstechnische Funktion, sondern sie waren auch Teilnehmer, Ausführende und Priester von rituellen Zeremonien.
Über die antiken Schriftsteller sind die Mager als persische Kultexperten bekannt geworden. Im Zusammenhang mit lan sind in den 81 Texten fünf verschiedene Bezeichnungen für priesterliche Amtsträger gelistet, wovon der Mager nur einer davon ist. Sie werden mit šatin, lan lirira, haturmakša, pirramadda oder makuš (der Mager) bezeichnet. Die Bezeichnungen šatin und lan-lirira haben einen elamischen Hintergrund. Die anderen Namen sind iranischen Ursprungs und tauchen auch in anderen religiösen Kontexten auf. Die Bezeichnung haturmakša kennzeichnet zusätzlich bestimmte Beamte in der administrativen Hierarchie von Persepolis. In zwölf Fällen wird der Amtsträger als ANla-an-li-ri-ra bezeichnet, derjenige, der das lan durchführt. Die Bezeichnung beschreibt nur die Funktion während des lan.
Mager sind die am häufigsten genannten priesterlichen Amtsträger, die Rationen für lan erhalten. Ein Mager kann die Funktion eines haturmakša im Gegensatz zu einem šatin haben, der einen übergeordneten Rang als der Mager hat. Von einem Mager aus Matezziš ist bekannt, dass er in acht Texten haturmakša genannt wird. In einem weiteren Text wird die gleiche Person als makuš lan lirira bezeichnet. Eine andere Person wird zwei Jahre lang als lan lirira bezeichnet, bis er im dritten Jahr als makuš lan lirira auftaucht. Es scheint, dass die Durchführung eines lan eine Besonderheit war, die ein iranischer Amtsträger vor der Beförderung zum Mager gewinnen und damit zum leitenden Priester eines lan aufsteigen konnte. Für den Kultexperten šatin sind solche Kombinationen nicht überliefert.

## Standorte
Ausgehend von den Siegeln, die mit den Texten des Festungsarchivs im Verbund sind, können allgemein vier Gebiete unterteilt werden, die in die Zuständigkeit der Verwaltung von Persepolis fielen. Die Verteilung der Rationen für lan hat gemäß dieser geographischen Unterteilung den Schwerpunkt auf dem Gebiet rund um Persepolis (Region I). An zweiter Stelle der Rangliste steht das nördliche Gebiet von Persepolis und Kamfiruz (Region IV), an dritter Stelle Kamfiruz (Region II) und an letzter Stelle die Region von Fahlian westlich von Persepolis (Region III). Eine große Anzahl der Texte mit Rationen für lan enthalten keine geographischen Angaben.
Die Rationen für die Durchführung von lan werden an Ortschaften oder an Verteilzentren ausgegeben. Insgesamt sind 21 verschiedene Ortschaften verzeichnet, darunter Batrakatas, Hidali, Hunar, Matezziš, Narezzaš und Tirazziš. Die priesterlichen Amtsträger erhielten Waren für die Durchführung von lan-Opfern in Narezzaš, wo wahrscheinlich drei wichtige Gräber lagen, die Kambyses II., Phaedymia, der Tochter von Otanes, und einer sonst unbekannten Person namens Zishundush zugewiesen werden. Alle drei erhielten Opfergaben vom königlichen Hof von Persepolis, damit der Priester den monatlichen Totenkult an einem der Gräber ausführen konnte.
Es gibt wenig Hinweise, wo genau ein lan durchgeführt wurde. Ein etwas unüblicher Platz für eine lan-Zeremonie war ein Lagerhaus. Da Lagerhäuser auch in anderen religiösen Zusammenhängen genannt werden, ist es möglich, dass eine Verbindung von Lagerhäusern und heiligen Stätten bestanden hat. Weiter werden partetaš als Standorte genannt, die wahrscheinlich dem iranischen Wort para-daesa entsprechen und mit einem umzäunten Garten übersetzt werden können. Während der Zeit der Achämeniden hatten die Gärten mehrere Funktionen, aber jeder von ihnen enthielt eine heilige Stätte, in denen Zeremonien wie lan durchgeführt werden konnten.